# Liste de gares du Languedoc-Roussillon

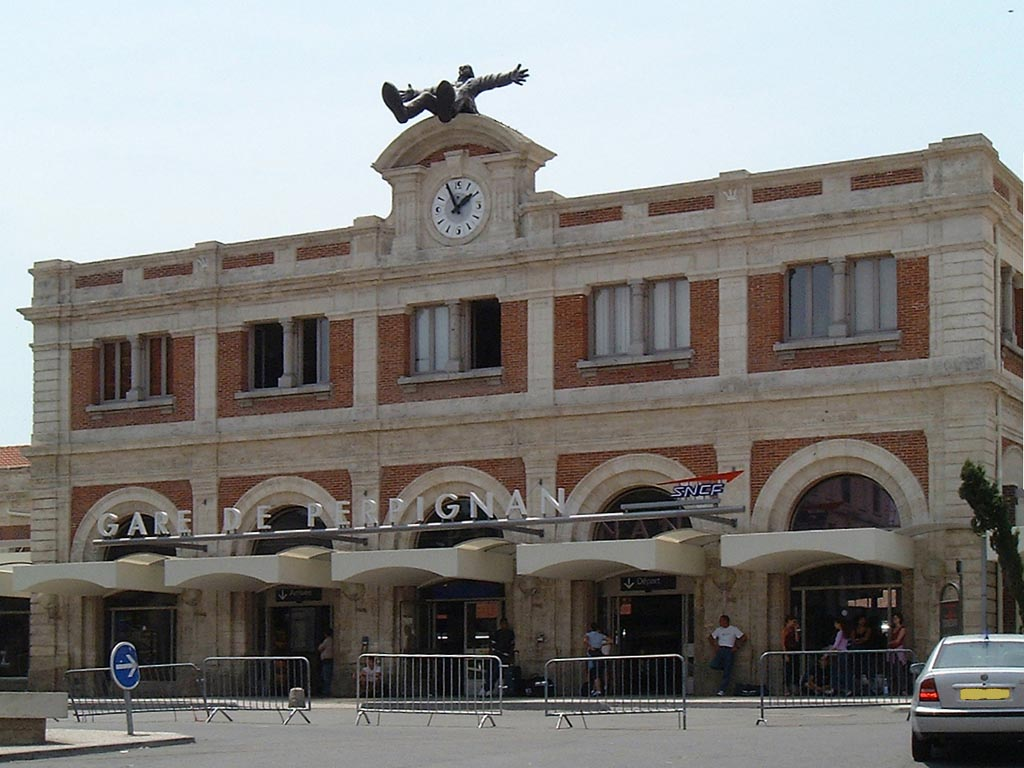
Bâtiment voyageurs de la gare de Perpignan

La liste des gares du Languedoc-Roussillon, est une liste des gares ferroviaires, haltes ou arrêts, situées dans la région Languedoc-Roussillon. 
Liste actuellement non exhaustive :

## Gares ferroviaires des lignes du réseau national

### Gares ouvertes au trafic voyageurs
Gares ou haltes, desservies par des trains de grandes lignes ou TER :
- Gare d'Agde
- Gare d'Aigues-Mortes
- Gare d'Aigues-Vives
- Gare d'Aimargues
- Gare d'Alès
- Gare d'Alet-les-Bains
- Gare d'Allenc
- Gare d'Argelès-sur-Mer
- Gare d'Aumont-Aubrac
- Gare de Bagnols - Chadenet
- Gare de Bagnols-sur-Cèze
- Gare de Baillargues
- Halte de Balsièges
- Gare de Banassac - La Canourgue
- Gare de Banyuls-sur-Mer
- Gare de Barjac
- Gare de Beaucaire
- Gare de Beauvoisin
- Gare de Bédarieux
- Gare de Belvezet
- Gare de Béna-Fanès
- Gare de Bessèges
- Gare de Béziers
- Gare de Bolquère - Eyne
- Gare de Boucoiran
- Gare de Bourg-Madame
- Gare de Bram
- Gare de Campagne
- Gare de Carcassonne
- Gare de Castelnaudary
- Gare de Ceilhes - Roqueredonde
- Gare de Cerbère
- Gare de Chamborigaud
- Gare de Chanac
- Gare de Chapeauroux
- Gare de Chasseradès
- Gare de Chirac
- Gare de Collioure
- Gare de Couffoulens - Leuc
- Gare de Couiza - Montazels
- Gare de Coursan
- Gare d'Elne
- Gare d'Err
- Gare d'Espéraza
- Gare d'Estavar
- Halte de Limoux-Flassian
- Gare de Fons - Saint-Mamert
- Gare de Font-Romeu-Odeillo-Via
- Gare de Fontpédrouse-Saint-Thomas-les-Bains
- Gare de Frontignan
- Gare de Gallargues
- Gare de Gammal
- Gare de Générac
- Gare de Génolhac
- Gare de Grand'Combe-La Pise
- Gare d'Ille-sur-Têt
- Gare de Joncet
- Gare de La Levade
- Gare de La Bastide - Saint-Laurent-les-Bains
- Gare de Langogne
- Gare de Latour-de-Carol - Enveitg
- Gare du Bousquet-d'Orb
- Gare du Bruel
- Gare du Cailar
- Gare du Grau-du-Roi
- Gare du Monastier
- Gare du Soler
- Gare des Cabrils
- Gare des Salelles
- Gare de Leucate-La Franqui
- Gare de Lézignan-Corbières
- Gare de Limoux
- Gare de Luc (Lozère)
- Gare de Lunas
- Gare de Lunel
- Gare de Lunel-Viel
- Gare de Magalas
- Gare de Manduel - Redessan
- Gare de Marquixanes
- Gare de Marseillan-Plage
- Gare de Marvejols
- Gare de Mende
- Gare de Milhaud
- Gare de Millas
- Gare de Molières-sur-Cèze
- Gare de Mont-Louis - La Cabanasse
- Gare de Montpellier-Saint-Roch
- Gare de Narbonne
- Gare de Nîmes
- Gare de Nissan-lez-Enserune
- Gare de Nozières - Brignon
- Gare de Nyers
- Gare d'Olette - Canaveilles-les-Bains
- Gare d'Osséja
- Gare de Perpignan
- Gare de Planès
- Gare de Pomas
- Gare de Pont-Saint-Esprit
- Gare de Port-Vendres-Ville
- Gare de Port-la-Nouvelle
- Gare de Porté-Puymorens
- Gare de Prades - Molitg-les-Bains
- Gare de Quillan
- Gare de Ria
- Gare de Rivesaltes
- Gare de Robiac
- Gare de Saillagouse
- Gare de Saint-Ambroix
- Gare de Saint-Aunès
- Gare de Saint-Césaire
- Gare de Saint-Chély-d'Apcher
- Gare de Sainte-Cécile-d'Andorge
- Gare de Sainte-Léocadie
- Gare de Saint-Féliu-d'Avall
- Gare de Saint-Flour - Chaudes-Aigues
- Gare de Saint-Geniès-de-Malgoirès
- Gare de Saint-Julien - les Fumades
- Gare de Saint-Laurent-d'Aigouze
- Gare de Salindres
- Gare de Salses
- Halte de Sauto
- Halte de Serdinya
- Gare de Sète
- Gare de Thuès-Carença
- Gare de Thuès-les-Bains
- Gare d'Uchaud
- Gare de Ur-Les Escaldes
- Gare de Valergues - Lansargues
- Gare de Vauvert
- Gare de Vergèze - Codognan
- Gare de Verzeille
- Gare de Vias
- Gare de Vic - Mireval
- Gare de Villefort
- Gare de Villefranche - Vernet-les-Bains
- Gare de Villeneuve-lès-Maguelone
- Gare de Vinça

### Gares fermées au trafic des voyageurs et ouvertes au trafic des marchandises
- Gare de Remoulins - Pont-du-Gard

### Gares fermées au trafic voyageurs: situées sur une ligne en service
- Gare d'Arcomie
- Gare de Balsièges
- Gare de Bessan
- Gare de Castelnau-le-Lez
- Gare de Concoules - Ponteils
- Gare d'Espondeilhan
- Gare de Faugères
- Gare de Gruissan-Tournebelle
- Gare de Jonquières-Saint-Vincent
- Gare de Joncels
- Halte de Larzalier
- Gare de Laurens
- Gare de Madame
- Gare des Mazes - Le Crès
- Gare de Ribaute-lès-Lieuran
- Gare de Saint-Brès - Mudaison
- Gare de Saint-Sauveur-de-Peyre
- Gare de Soupex

### Gares fermées au trafic voyageurs: situées sur une ligne fermée
- Gare de Campagnan
- Gare de Cartels
- Gare de Caux
- Gare de Cépie
- Gare de Clermont-l'Hérault
- Gare de Congénies
- Gare de Cournonterral
- Gare de Fabrègues
- Gare de Florensac
- Gare de Gabian
- Gare de Gigean - Montbazin
- Gare de Lézignan-la-Cèbe
- Gare de Lodève
- Gare de Nizas-Bourg
- Gare de Nizas - Fontès
- Gare de Paulhan
- Gare de Pézenas
- Gare de Rabieux
- Gare de Roujan - Neffiès
- Gare de Saint-Jean-de-Védas
- Gare de Saint-Pargoire
- Gare de Saint-Thibéry
- Gare de Salelles-du-Bosc
- Gare d'Uzès
- Gare de Villeveyrac